# أنطون إغر
أنطون إغر هو عازف جاز وملحن دنماركي، ولد في 9 ديسمبر 1980 في أوسلو في النرويج.

## وصلات خارجية
- أنطون إغر على موقع ميوزك برينز (الإنجليزية)
- أنطون إغر على موقع ديسكوغز (الإنجليزية)